# Bunodeopsis globulifera
Bunodeopsis globulifera är en havsanemonart som först beskrevs av Duchassaing 1850.  Bunodeopsis globulifera ingår i släktet Bunodeopsis och familjen Boloceroididae. Inga underarter finns listade i Catalogue of Life.